# 海勒姆·富勒
海勒姆·富勒（英語：Hiram Fuller，1981年5月15日—），美国NBA联盟前职业篮球运动员。